# Елио от Земята
„Елио от Земята“ (на английски: Elio) е американска компютърна анимация от 2025 г., продуцирана е от „Пиксар Анимейшън Студиос“, и се разпространява от „Уолт Дисни Студиос Моушън Пикчърс“. Режисьори са Маделин Шафран, Домий Ши и Ейдриън Молина, сценарият е на Джулия Чо, Марк Хамър и Майк Джоунс, и озвучаващия състав се състои от Йонас Кибрераб, Зоуи Салдана, Реми Еджерли, Брад Гарет, Джамила Джамил и Шърли Хендерсън.
Премиерата на филма се състои в театър „Ел Капитан“ в Холивуд, Лос Анджелис, и излиза по кината в САЩ на 20 юни 2025 г.

## Актьорски състав
- Йонас Кибрераб – Елио Солис
- Зоуи Салдана – Олга Солис
- Реми Еджерли – Глордън
- Брад Гарет – Лорд Григон
- Джамила Джамил – Куеста
- Шърли Хендерсън – ОООООО
- Матиас Швайгхьофер – Тегмен
- Брандън Мун – Хеликс
- Наоми Уатанабе – Аува
- Ана де ла Регера – Турайс
- Аниса Борего – Мира